# 安田善巳
安田 善巳（やすだ よしみ、1958年10月24日- ）は、日本の実業家、ゲームクリエイター。島根県松江市出身。

## 来歴
京都大学卒業（1981年3月）。日本興業銀行を経てゲーム業界に転職し、テクモ代表取締役社長、角川ゲームス代表取締役社長、フロム・ソフトウェア代表取締役会長、Dragami Games代表取締役社長などを歴任。
ゲームクリエイターとしては、20年間で12タイトルの新作ゲームをプロデュースし、安田がプロデュースした12タイトルの総販売本数は、1100万本を誇る。その中には、『モンスターファーム』、『NINJA GAIDEN』、『ロリポップチェーンソー』、『艦隊これくしょん -艦これ-』、『KILLER IS DEAD』（キラー イズ デッド）などのミリオンセラータイトルが存在している。
2011年8月には、ワーナー・ブラザースとのグローバルパートナーシップを発表。グラスホッパー・マニファクチュアと共に『ロリポップチェーンソー』を生み出し、2012年6月に世界同時発売を実現。角川ゲームスタイトルとして初のミリオンセラーを記録した。
2013年4月には、プロデューサーとして『艦隊これくしょん -艦これ-』の運営サービスを開始した。また、『艦隊これくしょん -艦これ-』の家庭用ゲームへの移植版である『艦これ改』（PSVITA）は2016年2月18日に発売されている。
2013年8月には再びグラスホッパー・マニファクチュアと組み、『KILLER IS DEAD』を発売した。
2014年5月には、KADOKAWAグループとなったフロム・ソフトウェアの代表取締役会長に就任した。
2016年6月16日には、日本の魅力を世界に発信して行くプロジェクトとして、安田が自ら企画した故郷島根県を舞台とするミステリーアドベンチャー『√Letter ルートレター』を発売した。2022年9月には、√Letter ルートレターシリーズの世界累計販売本数が60万本を突破。
2017年6月22日には、初の原作者としてシナリオを執筆した作品である『GOD WARS 〜時をこえて〜』を発売した。
2018年6月14日には、プラットフォームにNintendo Switchを加えたバージョンアップ版『GOD WARS 日本神話大戦』を発売。2024年4月9日には、GOD WARSシリーズの世界累計販売本数が40万本を突破。
2022年2月17日には、4年ぶりに自身が原作シナリオを書いたPS5・PS4向け新作ロボットSRPG『Relayer』を発売した。
2022年5月27日、角川ゲームス取締役の冬野智と共に同社から独立し、Dragami Gamesを設立し代表取締役社長に就任した。この際に、安田がプロデュースしたタイトルの権利が角川ゲームスから移譲されることになった。
2022年7月5日には『ロリポップチェーンソー』の発売10周年を記念したリメイク版『ロリポップチェーンソーRePOP』の制作を発表し、2024年9月26日に発売した。2025年1月10日には同作の世界累計販売本数が20万本を突破。
2025年4月1日、同日付でDragami Games代表職を退任し、同年6月開催の定時株主総会をもって同社の取締役も退任、経営者として一線を退くとともにクリエイターとしての休業を公表した。
2025年5月7日、安田がエグゼクティブプロデューサーとバトル＆イベントシーンディレクターを務めた『KILLER IS DEAD』（キラー イズ デッド）の世界累計販売本数が１００万本を突破したことが発表された。

## 人物
ゲームのプロデュースはもちろん開発ディレクターを務めるゲーム業界では珍しいプレイングマネジャー型経営者。
「ジャムおじさん」のペンネームで、1988年から1994年までの6年間にわたりコンピュータゲーム雑誌（『Beep』など）のコラムを連載。
2014年12月6日には、ゲームアナリストである平林久和とWebトーク番組である『オールゲームニッポン』を開始した。

## 作品一覧

### 2005年
- モンスターファーム5 サーカスキャラバン（PlayStation 2、2005年12月8日発売、プロデューサー：安田善巳、開発：テクモ）

### 2007年
- NINJA GAIDEN Σ（PlayStation 3、2007年6月14日発売、エグゼクティブプロデューサー：安田善巳：開発：Team NINJA）
- DS西村京太郎サスペンス 新探偵シリーズ「京都・熱海・絶海の孤島 殺意の罠」（ニンテンドーDS、2007年10月11日発売、エグゼクティブプロデューサー：安田善巳、開発：テクモ）

### 2012年
- ロリポップチェーンソー（PlayStation 3／Xbox 360、2012年6月14日発売、エグゼクティブプロデューサー/最高開発責任者：安田善巳、開発：角川ゲームス／グラスホッパー・マニファクチュア/WB GAMES）

### 2013年
- デモンゲイズ（PlayStation Vita、2013年1月24日発売、エグゼクティブプロデューサー：安田善巳、開発：角川ゲームス／エクスペリエンス）
- KILLER IS DEAD（PlayStation 3／Xbox 360/Steam、2013年8月1日発売、エグゼクティブプロデューサー/ディレクター：安田善巳、開発：角川ゲームス、グラスホッパー・マニファクチュア）[6]
- 艦隊これくしょん -艦これ-（ブラウザゲーム、2013年4月23日サービス開始、運営：DMM.COM、エグゼクティブプロデューサー：安田善巳、開発：角川ゲームス）

### 2014年
- NAtURAL DOCtRINE（PlayStation 4 / PlayStation Vita、2014年4月3日発売、エグゼクティブプロデューサー：安田善巳、開発:角川ゲームス）

### 2016年
- 艦これ改（PlayStation Vita、2016年2月18日発売、エグゼクティブプロデューサー：安田善巳、開発：KADOKAWA GAME STUDIO/「艦これ」運営鎮守府）
- √Letter ルートレター（PlayStation 4 / PlayStation Vita、2016年6月16日発売、エグゼクティブプロデューサー：安田善巳、開発:角川ゲームス）
- デモンゲイズ2（PlayStation Vita、2016年9月29日発売、エグゼクティブプロデューサー：安田善巳、開発：角川ゲームス／エクスペリエンス
- スターリーガールズ （iOS/Android、2016年12月9日配信開始、ディレクター：安田善巳、開発：角川ゲームス）

### 2017年
- GOD WARS 〜時をこえて〜（PlayStation 4 / PlayStation Vita、2017年6月22日発売、原作/シナリオ/ディレクター：安田善巳、開発：角川ゲームス）
- ザ・ロストチャイルド（PlayStation 4 / PlayStation Vita、2017年8月26日発売、エグゼクティブプロデューサー：安田善巳、開発：角川ゲームス）

### 2018年
- GOD WARS 日本神話大戦（PlayStation 4 / PlayStation Vita、Nintendo Switch 2018年6月14日発売、原作/シナリオ/ディレクター：安田善巳、開発：角川ゲームス）

### 2022年
- Relayer（PlayStation 5 / PlayStation 4、2022年2月17日発売、シナリオ/ディレクター：安田善巳、開発：角川ゲームス）

### 2024年
- ロリポップチェーンソー RePOP（PlayStation 5 / PlayStation 4 / Xbox Series X/S / Xbox One / Nintendo Switch / Steam、2024年9月26日発売、プロデューサー/最高開発責任者：安田善巳、開発：Dragami Games）